# Mały Tajmyr
Mały Tajmyr (ros. Малый Таймыр) – rosyjska wyspa arktyczna, położona najdalej na południe w archipelagu Ziemi Północnej. Powierzchnia wyspy to 232 km², jej linia brzegowa mierzy 96 km, jest rozczłonkowana w części północnej, gdzie liczne rzeki uchodzą do morza, tworząc estuaria. Najwyższe wzniesienie wyspy sięga na 31 m n.p.m.
Mały Tajmyr i pozostałe wyspy Ziemi Północnej od półwyspu Tajmyr dzieli Cieśnina Wilkickiego. Najbliższym lądem jest podobnych rozmiarów wyspa Starokadomskogo (ros. остров Старокадомского), oddzielona od Małego Tajmyru cieśniną szerokości 5,8 km. 
Wyspę tę odkrył w 1913 roku Boris Wilkicki i nazwał Wyspą Carewicza Aleksego. Nazwę tę zmieniono na obecną po rewolucji bolszewickiej, w 1926.